# KR투자증권
KR 투자증권은 대한민국의 증권사로, 본사는 서울특별시 영등포구 여의나루로 57 (여의도동, 신송센터빌딩) 에 소재하고 있다.

## 역사
1989년 3월 '한국선물거래'로 설립되어 1992년 제일은행이 지분 50.67%를 사서 대주주로 참여했고, 1996년 재정경제원으로부터 선물거래업 허가를 받았다. 1998년 대주주 제일은행이 뉴브릿지캐피탈에 팔리자 제일은행 주식도 소유했고, 1999년 중앙제지 인수 뒤 대한선물과 합병된 후 2000년 6월 사명을 한국선물로 변경하고 한국선물거래소 준회원으로 가입했다.
2005년 국내 최초로 FX마진을 도입하고 6월 한국증권선물거래소 결제회원으로 승인받았다. 2014년 11월 IDS홀딩스에서 인수를 진행하였으나 대주주 적격심사에서 승인을 받지 못해 진행되지 못했다.
2018년 8월, 채권 전문가인 이인혁 전 리딩투자증권 전무가 최대주주가 된 뒤 2018년 12월, 금융위원회의 채권 투자매매업 인가 승인을 거쳐 선물사에서 증권사로 전환하면서 'KR투자증권'으로 사명을 변경하였다.